# Ojciec i syn
Ojciec i syn – powieść Karola Bunscha z 1946, dalszy ciąg powieści Dzikowy skarb i druga część tzw. cyklu piastowskiego. Już w latach 60. XX w. doczekała się licznych wznowień. Przez kilka dekad była to lektura szkolna (uzupełniająca).
Akcja toczy się w czasach Mieszka I.
Przedstawia klasyczny problem konfliktu pokoleń. Z jednej strony ambitny, młody, dumny i nieznoszący sprzeciwu Bolesław, a z drugiej stary, doświadczony i tak samo dumny Mieszko. W tle ważne wydarzenia historyczne i przygody fikcyjnych bohaterów, m.in. spór Bolka z macochą Odą i związany z tym konflikt pokoleń. Autor powiązał bohaterów fikcyjnych z historią Polski.